# VMFA-121
121ème Escadron de chasseur d'attaque (USMC)
Le Marine Fighter Attack Squadron 121 ou VMFA-121 est un escadron de chasseurs d'attaque actuellement composé d'avions de combat furtifs STOVL F-35 Lightning II du Corps des Marines des États-Unis. Connu sous le nom de "Green Knights", l'escadron est basé à la Marine Corps Air Station Iwakuni au Japon et relève du commandement du Marine Aircraft Group 12 (MAG-12) et de la 1st Marine Aircraft Wing (1st GMAW). Leur code de queue est VK et leur indicatif d'appel radio est "Combat".

## Historique

### Origine

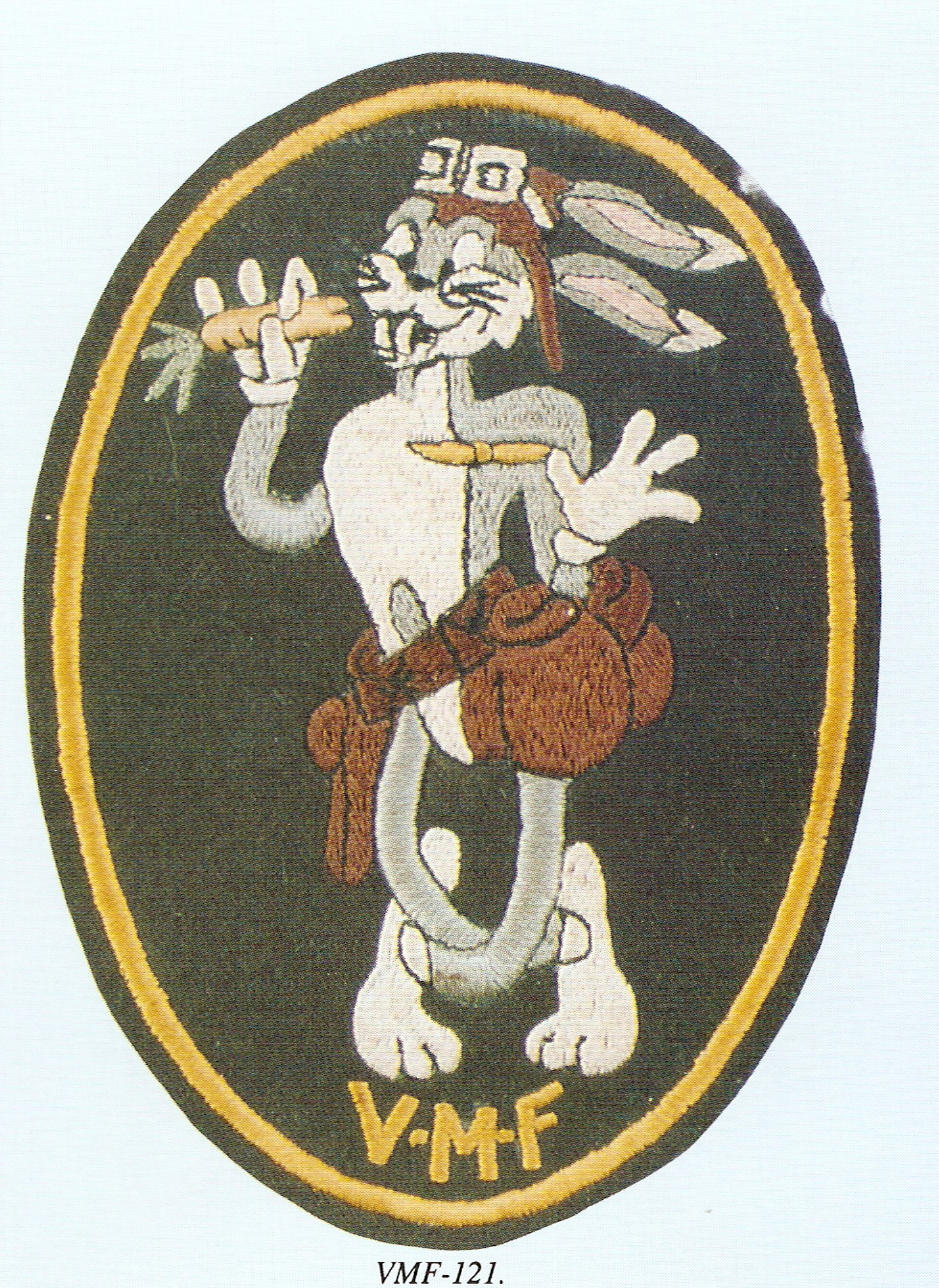
Insigne du VNF-121

Le Marine Fighting Squadron 121 (VMF-121) a été activé le 24 juin 1941. Le VMF-121 commencé les opérations de combat aux commandes du F4F Wildcat et plus tard du F4U Corsair en tant que membres fondateurs de la Cactus Air Force et tout au long de la bataille de Guadalcanal arrivant en octobre 1942. L'escadron a également combattu depuis les bases aériennes avancées de la Base navale d'Espiritu Santo, Turtle Bay Airfield (en), Bougainville et Emirau. Le 15 septembre 1944, les Green Knights débarquèrent sur Peleliu et y combattirent jusqu'au 25 juillet 1945. Ils retournèrent aux États-Unis pour être désactivés le 9 septembre 1945. Pendant la guerre du Pacifique, le VMF-121 a produit quatorze as de chasse, plus que tout autre escadron, y compris le récipiendaire de la Medal of Honor, le major Joseph J. Foss. Le VMF-121 a abattu 208 avions japonais[2] (165 Wildcats volants et 44 autres Corsairs volants) en combat aérien.
Après la Seconde Guerre mondiale, l'escadron a été réactivé aux États-Unis à Naval Air Station Glenview, Illinois, où la désignation de l'escadron a été changée en Marine Attack Squadron 121 (VMA-121). Pendant ce temps, ils ont piloté une variété d'avions, dont le F4U Corsair, le F8F Bearcat et le A-1 Skyraider.

### Service
De 1945 à 1969, il était appelé VMA-121 (Assault Squadron 121) et entre 1969 et 1989 sous le nom de VMA(AW)-121 (Marine Attack Squadron (All Weather)-121 ou All-Weather Attack Squadron 121) et depuis 1989 jusqu'en 2012 en tant que Marine Fighter Attack Squadron (All Weather)-121.
- Guerre de Corée : Attaque sur le barrage de Sui-ho
- Guerre du Vietnam : Opération Earnest Will
- Guerre du Golfe : Opération Tempête du désert
- Guerre contre le terrorisme : Opération Enduring Freedom, Opération Southern Watch, Opération Iraqi Freedom

## Galerie
|                                                 |
| A-4E Skyhawk du VMA-121 dans les années 1966-69 |

|                                      |
| A-6E Intruder du VMA'AW)-121 en 1982 |

|                                          |
| 3 F-35B Lightning II du VMFA-121 en 2012 |